# Formica retecta
Formica retecta är en myrart som beskrevs av André Francoeur 1973. Formica retecta ingår i släktet Formica och familjen myror. Inga underarter finns listade i Catalogue of Life.